# Belgische militaire begraafplaats van Ramskapelle

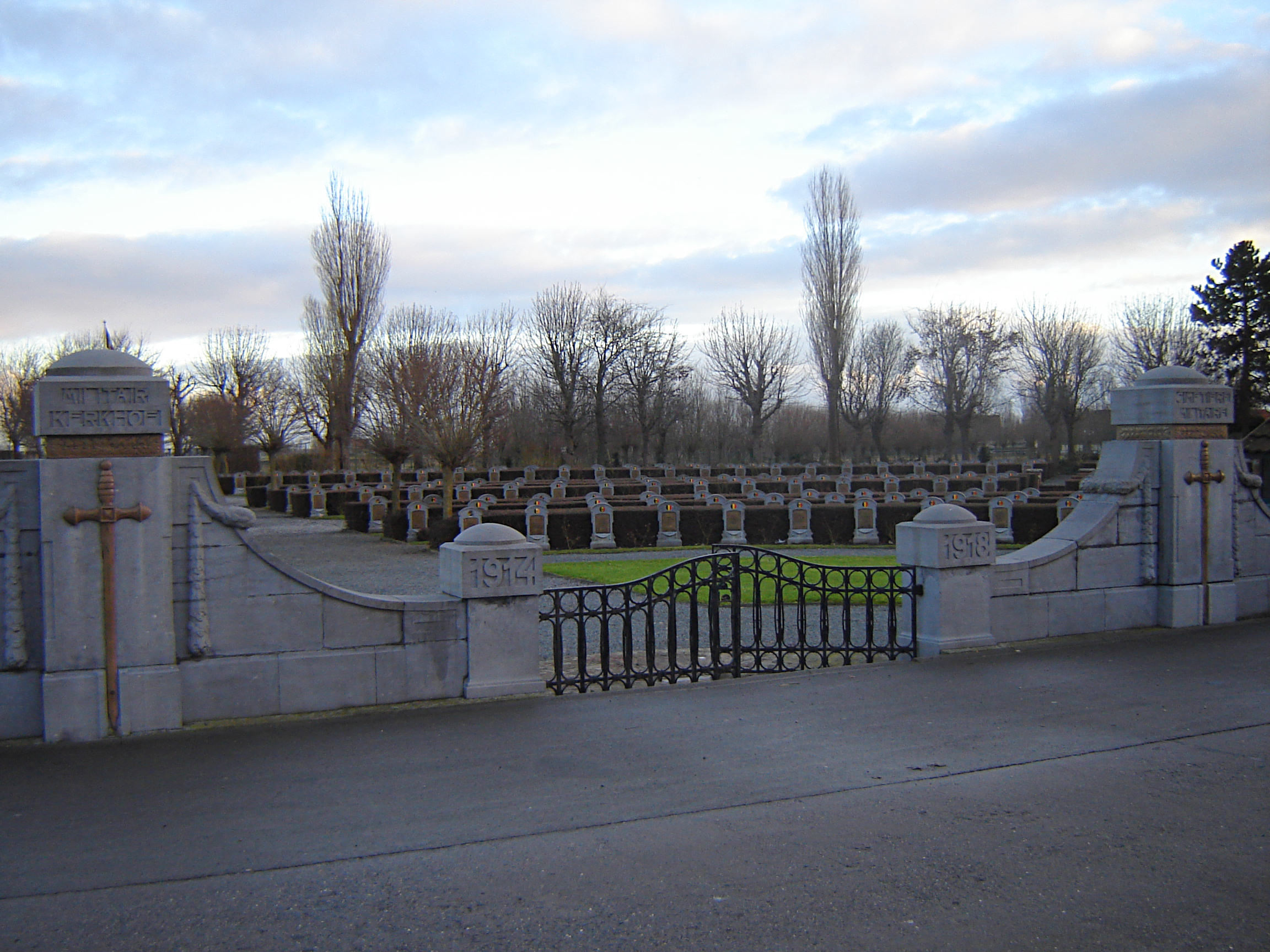
Belgische militaire begraafplaats van Ramskapelle

De Belgische militaire begraafplaats van Ramskapelle is een begraafplaats met uitsluitend  Belgische gesneuvelde soldaten uit de Eerste Wereldoorlog, gelegen in Ramskapelle. De begraafplaats ligt aan de noordkant van het dorpscentrum. Er liggen 632 gesneuvelden, meer dan 400 niet geïdentificeerd. De begraafplaats heeft een driehoekig grondplan en ligt ingeklemd tussen de Ramskapellestraat en de Frontzate, de vroegere spoorwegbedding van Diksmuide naar Nieuwpoort. De begraafplaats heeft een oppervlakte van ongeveer 84 are. De graven staan in negen halfcirkelvormige rijen rond de ingang.
Tijdens de oorlog lag Ramskapelle aan het IJzerfront, waar in de tweede helft van oktober 1914 de Slag om de IJzer werd gestreden. De oprukkende Duitsers probeerden de IJzer over te steken en verder westwaarts te trekken. Na hevige gevechten werd op het eind van oktober het gebied tussen de IJzer en de spoorwegbedding onder water gezet om de Duitsers een halt toe te roepen. Op 30 en 31 oktober werd er nog gevochten in Ramskapelle en konden de Belgen en Fransen het dorp heroveren op de Duitsers. Na de oorlog werd in de jaren 20 de verzamelbegraafplaats aangelegd met militaire graven die werden overgebracht uit de omliggende slagvelden van de sectoren Ramskapelle en Nieuwpoort en uit civiele begraafplaatsen. Het Ministerie van Landsverdediging kocht het terrein in september 1922. Een groot aantal van de geïdentificeerde soldaten sneuvelde tijdens de gevechten van 1914. In 1952 werd hier ook het lichaam bijgezet van Louis Notaert, die toen bij het ploegen werd teruggevonden in Stuivekenskerke.

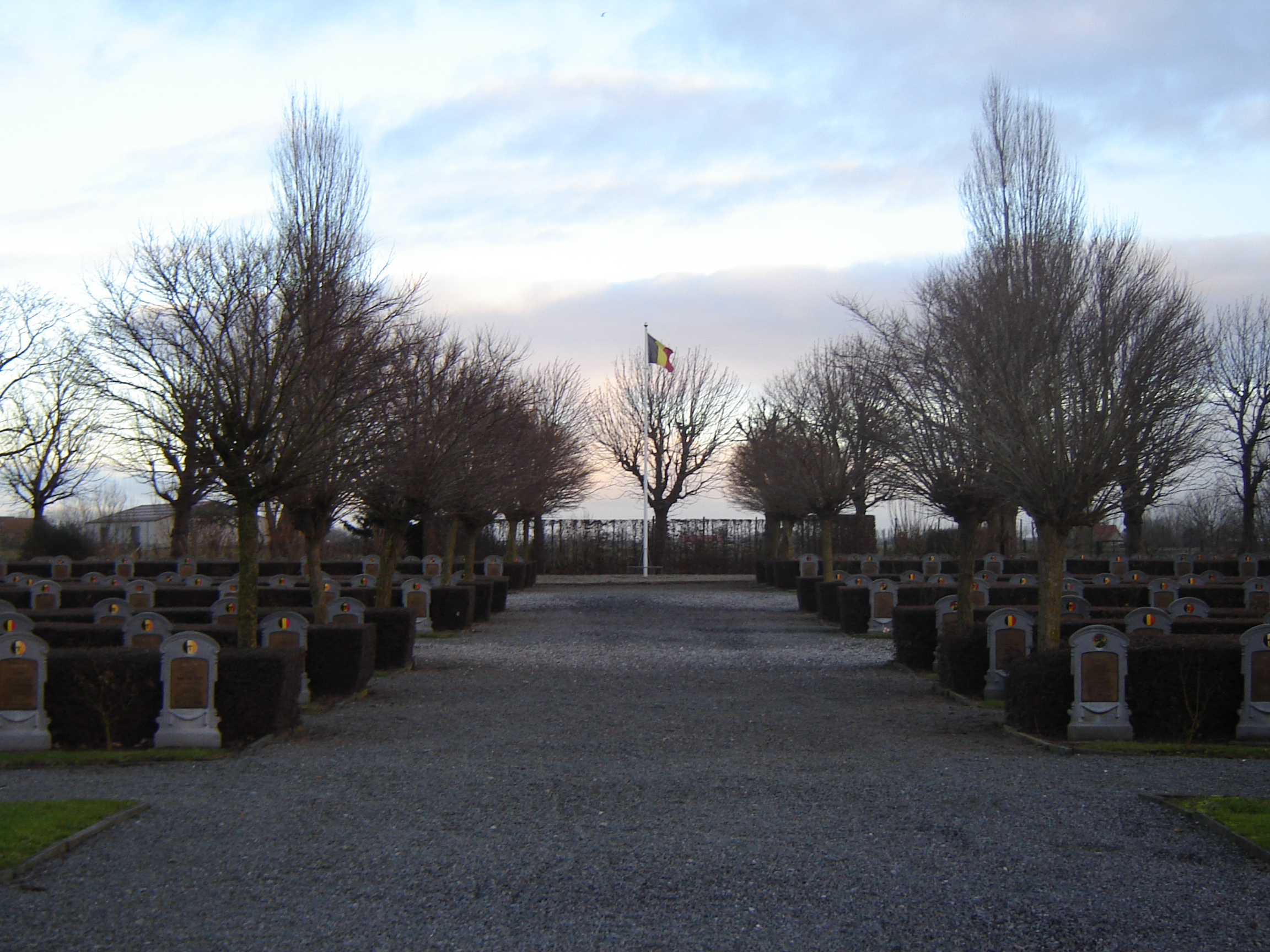
Begraafplaats
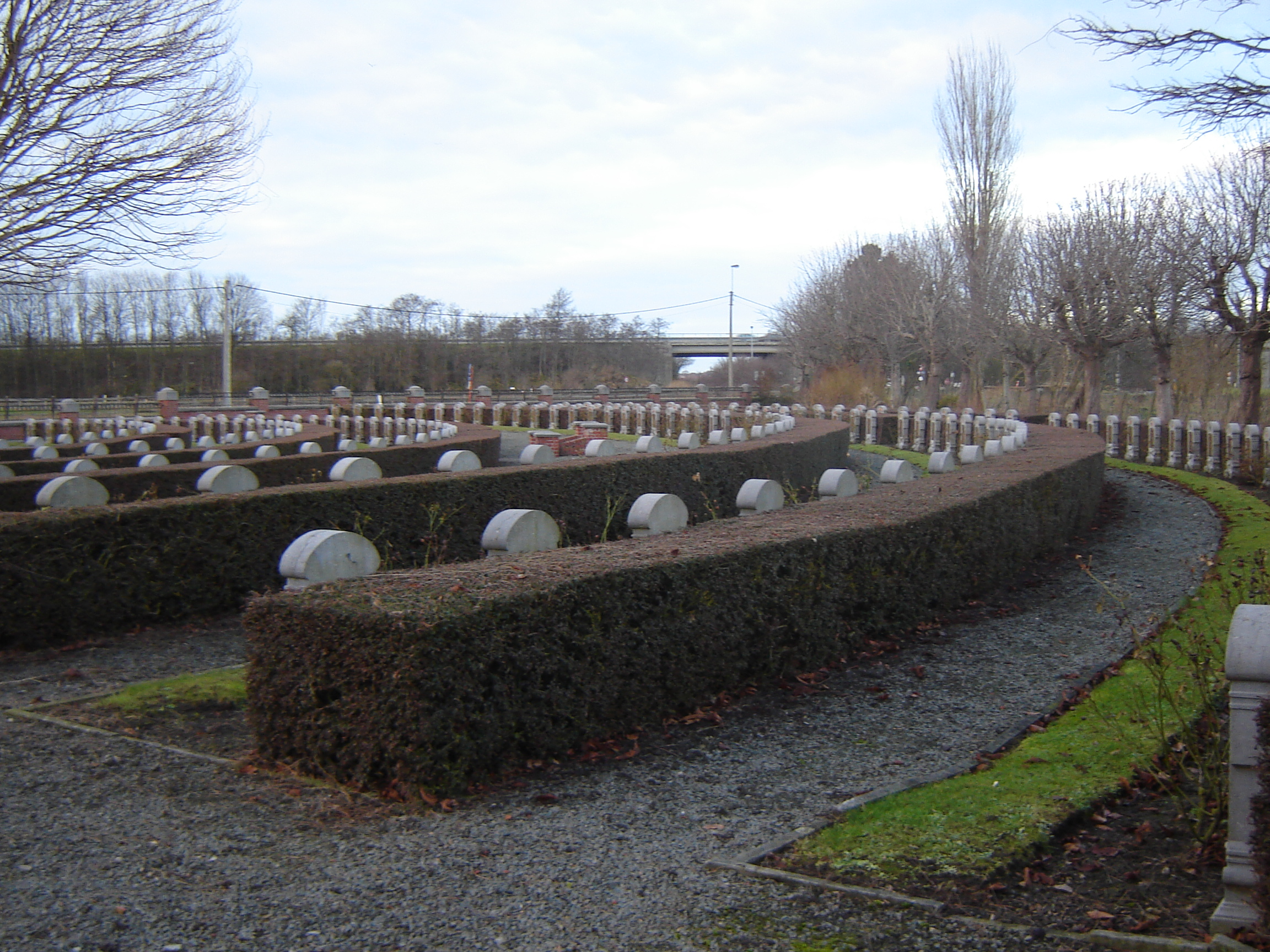
Begraafplaats